# Bá tước Dracula
Bá tước Dracula là một ma cà rồng hư cấu nổi tiếng; một nhân vật phản diện và nhân vật chính của cuốn tiểu thuyết kinh dị Dracula do Bram Stoker sáng tác vào năm 1897. Một số khía cạnh của Dracula có thể đã được mô phỏng theo vị Quận hầu xứ Wallachia sống vào thế kỷ 15 - Vlad III Ţepeş, vốn có biệt danh là Vlad Drăculea (hay Vlad Dracula trong tiếng Anh).
Vlad Dracula là con trai của Quận hầu Vlad II Dracul (Dracul trong tiếng România nghĩa là Rồng, Dracula nghĩa là con của Dracul) nổi tiếng với cuộc sống lập dị, tính cách tàn bạo, và những hình phạt vô cùng dã man. Một trong những hình phạt đó là đóng cọc xuyên người, nên Dracula còn được gọi là Ţepeş nghĩa là Kẻ xiên người.
Cuộc sống và bản năng của Vlad Dracula có thể được xây dựng lại bằng cách phối hợp những lời kể khác nhau trong cuốn tiểu thuyết, đó là bài báo của Jonathan Harker, bài báo của Mina Murray/Harker và nhật ký của tiến sĩ Seward.

## Xuất thân
Sinh năm 1431 tại pháo đài Sighisoara (România), Vlad Dracula là con của lãnh chúa Vlad II Basarab. Với biệt danh  là Rồng (Dracul), Vlad cha đã truyền lại tên gọi này cho con trai thứ của mình và cái tên Dracula (có nghĩa là Con của Dracul) đã ra đời như vậy. Vào mùa Đông năm 1436-1437, Dracul cha trở thành quận hầu xứ Wallachia và ở tại cung điện Tirgoviste. Năm 1442, vì lý do chính trị, Dracula và em trai đã bị vua Murad II bắt giữ làm con tin tại Đế quốc Ottoman cho tới năm 1448. Chính cuộc sống cầm tù chính trị, trong thời gian này đã đóng một vai trò quan trọng trong nhận thức của Dracula và cũng là thời kỳ hình thành cái nhìn bi quan về cuộc sống. Sau khi thông báo việc cha và anh trai bị Vladislav II ám hại năm 1447, Ottoman đã trả tự do cho Dracula và giúp sức để ông ta giành được ngôi vị quận hầu xứ Wallachia.

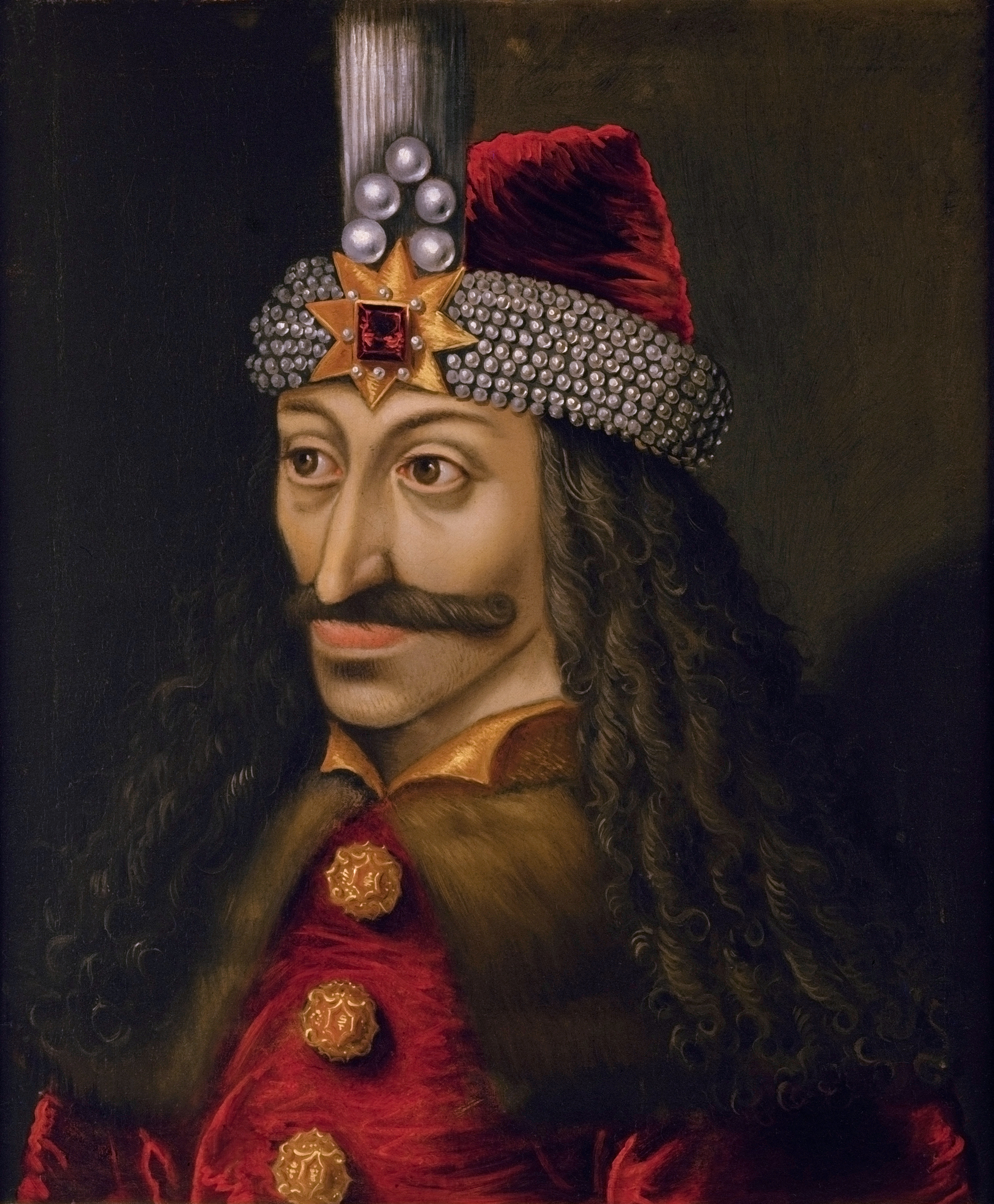
Vlad III Ţepeş (Dracula).

Việc đầu tiên Dracula làm là trả thù những kẻ đã giết cha và anh trai mình. Một ngày Chủ nhật đẹp trời năm 1459, Dracula cho bắt toàn bộ những người đã tham gia vào vụ ám sát cùng người thân và gia đình họ. Những người già bị đem đóng cọc xuyên người còn người trẻ bị bắt đi bộ từ Tirgoviste tới Poenari dài 50 dặm. Sau đó Dracula bắt họ xây một pháo đài trên đống đổ nát của tiền đồn nhìn ra sông Arges. Rất nhiều người đã chết trong khi xây lâu đài và Dracula đã có được một pháo đài phòng vệ. Ngày nay, những gì còn lại của pháo đài này được gọi chung là Lâu đài Dracula. Việc đóng cọc xuyên người để trả mối thù cho cha và anh trai của Dracula đã bắt đầu một thời đại kinh hoàng và được sử sách lưu lại cho tới nay

## Những câu chuyện đáng sợ
Dracula nổi tiếng bởi những hình phạt dã man dành cho nạn nhân. Nhưng phương pháp ưa thích là đóng cọc xuyên người, nên vị quận hầu này được gắn với biệt danh Tepes (Kẻ xiên người). Mọi dạng phạm tội đều bị trừng phạt bằng cách này. Mục đích của Dracula là tận hưởng sự khoái trá bệnh hoạn được nhìn nạn nhân bị hành hình. Trên thực tế, những hình khắc chạm gỗ được tìm thấy thuộc thời kỳ này cho thấy Dracula thường xuyên thưởng thức bữa tối với xung quanh là những xác người trên cọc.
Vào năm 1462, quân Wallachia tấn công Đế quốc Ottoman. Dracula đã không gặt hái được thành công và phải quay trở về. Ông cầu cứu vua Hungary là Mátyás Corvin nhưng vì những điều tàn bạo nên bị Mátyás Corvin bắt giam vào ngục tối. Trong suốt những năm nằm trong ngục tối, Dracula vẫn tiếp tục trò ưa thích của mình, ông bắt chuột, chim và hành hạ chúng. Tới năm 1476, Dracula được thả ra, nhưng bị quân Ottoman giết và chôn xác tại tu viện biệt lập Snagov, gần Bucharest (thuộc România ngày nay).
Sau khi bạo chúa thành người thiên cổ, những câu chuyện về ông vẫn tiếp tục lan truyền và là đề tài kinh dị nhất. Tuy nhiên, phần lớn những câu chuyện đều được dựa trên nội dung các cuốn sách mỏng phát hành tại Đức và Nga vào đầu những năm 1500. Các nhà phát hành Đức mô tả Dracula là kẻ độc ác, tội lỗi nhất trong lịch sử phát triển loài người. Còn các nhà văn của Nga lại cho rằng Dracula đơn thuần là một người lãnh đạo và hành xử theo cách riêng của mình. Dưới đây là một số truyện đã được ấn hành vào thời đó còn lưu lại tới ngày nay:
Vị thương gia trung thực:
Một lần một nhà buôn của nước láng giềng tới lâu đài của Dracula tâu bẩm có người lục lọi chiếc xe ngựa và nẫng mất 160 đồng tiền vàng của anh ta. Dracula an ủi người đàn ông bất hạnh, cam đoan sẽ tìm ra tên trộm. Ngay lập tức, Dracula ra lệnh cho quân lính để vào xe ngựa của thương gia đó 161 đồng tiền vàng. Sáng hôm sau khi quay về, thương gia này đếm số tiền và phát hiện ra thừa một đồng. Ông ta quay lại báo với Dracula là đã nhận được tiền nhưng thừa một đồng. Câu trả lời của Dracula khiến vị thương gia không khỏi sợ hãi: Dracula đã cố tình làm như vậy và nếu thương gia này không thông báo về đồng tiền thừa thì chính ông ta sẽ bị xiên cọc.
Những vị sứ thần lân bang:
Theo truyện viết lại, có hai vị sứ thần tới thăm công quốc của Dracula. Khi gặp mặt, Dracula yêu cầu họ bỏ mũ ra. Hai vị sứ thần từ chối và giải thích điều đó vi phạm tín ngưỡng nước họ. Dracula ngay lập tức cho đóng đinh chiếc mũ vào đầu hai vị sứ thần để không bao giờ vi phạm truyền thống của dân tộc họ.
Thiêu sống những người dân quê: 
Trong thời kỳ nắm ngôi, Dracula thấy số người ăn mày và tàn tật quanh thành phố quá nhiều, Dracula cho mời tất cả đến dự một bữa tiệc long trọng. "Các người có mong muốn gì nữa không? Các người có muốn không phải lo lắng và không thiếu thốn bất kỳ thứ gì trên thế giới này nữa không?" - Dracula hỏi. Khi tất cả cùng đồng thanh đáp có, Dracula dồn họ lại một chỗ và phóng hỏa. Toàn bộ thực khách của bữa tiệc chết cháy trong đám lửa và Dracula tuyên bố công quốc của ông ta không còn bóng dáng của sự nghèo khó.

## Phim ảnh
| Phim Dracula |
| --- |
| Nosferatu (1922) \| Dracula (1931) \| Dracula (1931 Spanish Version) \| Dracula (1958) \| Dracula (1968) \| Count Dracula (1970) \| Dracula (1973) \| Count Dracula (1977) \| Dracula (1979) \| Nosferatu the Vampyre (1979) \| Bram Stoker's Dracula (1992) \| Dracula (2002) \| Dracula: Pages from a Virgin's Diary (2002) \| Dracula (2006) |
| Phim xuất hiện Dracula |
| Dracula's Daughter (1936) \| Son of Dracula (1943) \| House of Frankenstein (1944) \| House of Dracula (1945) \| Abbott and Costello Meet Frankenstein (1948) \| The Brides of Dracula (1960) \| Dracula: Prince of Darkness(1966) \| Dracula Has Risen from the Grave (1968) \| Taste the Blood of Dracula (1970) \| Scars of Dracula (1970) \| Dracula AD 1972 (1972) \| The Satanic Rites of Dracula (1973) \| The Legend of the 7 Golden Vampires (1974) \| Dracula 2000 (2000) \| Dracula II: Ascension (2003) \| Dracula 3000 (2004) \| Blade: Trinity (2004) \| Van Helsing (2004) \| Dracula III: Legacy (2005) |
| Phim ăn theo Dracula |
| Love at First Bite (1979) \| Dracula: Dead and Loving It (1995) |